# Áo chống đạn

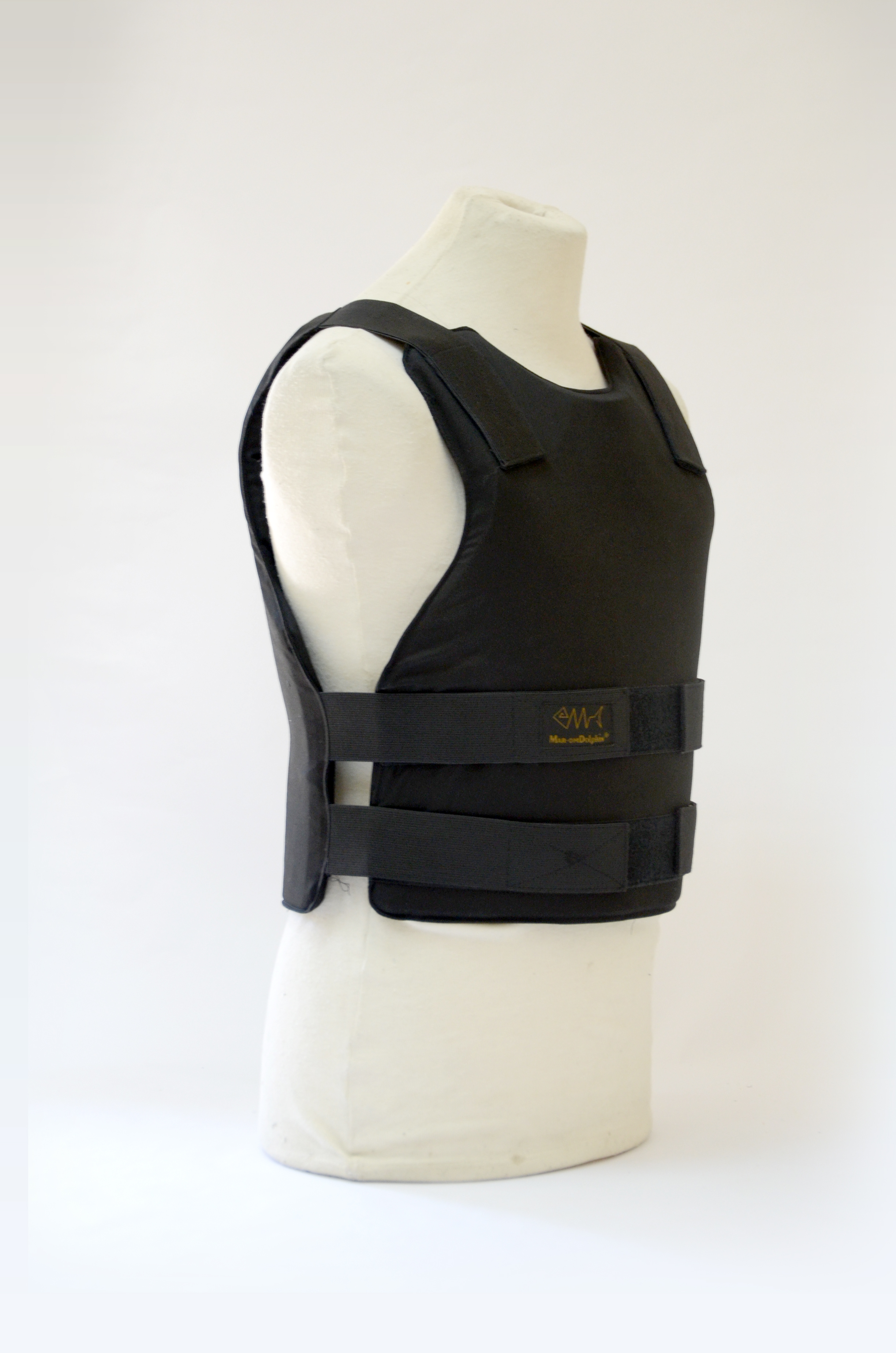
Áo chống đạn NIJ LVLIIIA

Áo chống đạn là một loại áo giáp cá nhân giúp hấp thụ các tác động viên đạn phóng ra từ súng và mảnh đạn từ các vụ nổ, và được mặc trên thân. Áo khoác mềm được làm từ nhiều lớp sợi dệt hoặc ép lớp và có thể có khả năng bảo vệ người mặc khỏi các cú bắn từ súng lục cỡ nòng nhỏ và đạn súng ngắn, và các mảnh vỡ nhỏ từ các vật liệu nổ như lựu đạn.
Ngày nay, áo chống đạn được chia thành hai loại: những loại áo mềm làm bằng sợi tổng hợp và áo cứng có trang bị thêm những tấm ceramic hoặc kim loại. Thông thường, cảnh sát và quân đội sử dụng những loại áo giáp mềm, nhưng trong những tình huống có nguy cơ bị tấn công cao, họ lại sử dụng các loại áo giáp cứng. Áo khoác mềm cũng thường được mặc bởi lực lượng cảnh sát, công dân, nhân viên bảo vệ và vệ sĩ, trong khi khó khăn tấm áo khoác cốt thép chủ yếu được mặc bởi những người lính chiến đấu, đơn vị cảnh sát chiến thuật, và các đội cứu hộ bắt làm con tin.
Áo giáp cơ thể hiện đại có thể kết hợp một chiếc áo chống đạn với các đồ dùng bảo hộ khác, chẳng hạn như một chiếc mũ bảo hiểm chiến đấu. Áo khoác dành cho cảnh sát và quân đội sử dụng cũng có thể bao gồm áo khoác chống đạn ở vai và áo giáp bảo vệ các thành phần hai bên. Tuy nhiên, các cán bộ xử lý quả bom phải mặc áo giáp nặng và mũ bảo hiểm có kính che mặt và bảo vệ cột sống.
Các nhà nghiên cứu đang phát triển loại vật liệu mới chắc chắn hơn Kevlar. Vectran là loại vật liệu đã gần được nghiên cứu thành công và đang sẵn sàng thay thế Kevlar. Ngoài ra còn có những loại vật liệu khác nữa cũng đang được nghiên cứu như sợi thép, ống carbon, hay thậm chí những vật liệu tự nhiên như tơ nhện, lông gà (chủ yếu ứng dụng vào sản xuất áo chống đạn nhẹ).